# Shohei Shinzato
Shohei Shinzato (新里 彰平 Shinzato Shohei?), född 11 maj 1988 i Chiba prefektur, är en japansk fotbollsspelare.
Shinzato började sin karriär 2011 i Blaublitz Akita. Han spelade 166 ligamatcher för klubben. Han avslutade karriären 2016.